# Stopplaats Zoutindustrie
Stopplaats Zoutindustrie is een halte bij Hotel Bad Boekelo aan de voormalige spoorlijn Winterswijk – Neede – Boekelo – Hengelo / Enschede tussen Haaksbergen en Boekelo. De halte werd geopend op 1 september 1918 als overweghalte voor arbeiders van de nabijgelegen zoutfabriek. In 1935 werd de naam van de halte Bad Boekelo. Bij het beëindigen van het personenvervoer op de GOLS-lijnen op 3 oktober 1937 werd de halte gesloten. De Museum Buurtspoorweg, die vanaf augustus 1971 weer regelmatige ritten maakt op het traject (Enschede-Noord) – Boekelo – Haaksbergen heeft de halte weer haar oude naam Zoutindustrie teruggegeven. Ook is er een kruisingspoor aangelegd.